# Requiem (racconto)
Requiem è un racconto di fantascienza del 1940 dello scrittore statunitense Robert A. Heinlein, facente parte del ciclo della Storia futura.
Nel 2003 gli è stato assegnato il Premio Prometheus Hall of Fame.

## Storia editoriale
Il racconto fu scritto nell'agosto 1939 e pubblicato per la prima volta sul numero del gennaio 1940 della rivista Astounding Science-Fiction.
Nel 1950 venne incluso nel volume The Man Who Sold the Moon, una raccolta di opere di Heinlein che sono state tutte pubblicate in italiano nel 1953, a puntate, in appendice ai volumi della collana Il Giallo Mondadori, Requiem è nel volume n. 250.
Ne sono state pubblicate altre traduzioni in italiano: quella di Walter Saudi nel 1975 dalla Libra Editrice nel n. 29 della collana Nova SF*; quella di Eddy Masuzzi nel 1978 dalla Armenia Editore nel n. 7 della rivista Robot e poi di nuovo nel 1978; quella di Sandro Pergameno nel 1979 dalla Editrice Nord nel n. 5 della collana Grandi Opere Nord; quella di Mario Zucca nel 1995 dalla Mondadori nel n. 35 della collana I Massimi della Fantascienza.
La traduzione di Paola Francioli e Lia Volpatti, pure pubblicata dalla Mondadori una prima volta nel 1979 e poi di nuovo nell'antologia La storia futura nel 1987 e nel 1998, è basata sui testi sistemati da Heinlein, che ha apportato molte lievi modifiche alle opere del ciclo della Storia futura per aggiornarle e migliorarne la coerenza interna, in occasione dell'uscita nella raccolta in volume The Past Through Tomorrow del 1967.

## Trama
La storia ruota attorno al magnate Delos David Harriman, "l'ultimo dei baroni ladroni", protagonista del romanzo L'uomo che vendette la Luna dove si narra di come Harriman ha impiegato gran parte della sua carriera e delle sue e risorse per realizzare il suo sogno di andare sulla Luna e per fare del volo spaziale una concreta impresa commerciale. Purtroppo, i suoi soci nell'impresa gli hanno impedito di prendere parte ai primi voli per non rischiare la vita dell'unico uomo in grado di far rendere i loro investimenti.
In Requiem Harriman è invecchiato senza essere ancora riuscito ad andare sulla Luna.
Anche se è molto ricco e non più vincolato da obblighi contrattuali, ora è troppo vecchio per superare la visita medica necessaria per fare viaggi spaziali.
Questo fatto lo frustra perché vive in un mondo in cui, proprio grazie alla sua determinazione, i viaggi nello spazio sono diventati così comuni che anche nei Luna park ci sono veicoli spaziali che si esibiscono in acrobazie.
Ed è in un Luna park a Butler, un piccolo paese vicino a Kansas City, Missouri (luogo di nascita di Heinlein), che Harriman incontra due astronauti che vendono gite su un vecchio razzo fatiscente e li assolda per aiutarlo a raggiungere la Luna.
I tre affrontano molte avversità, tra queste gli eredi di Harriman, che vogliono sia dichiarato mentalmente incapace perché senile prima che possa spendere la loro eredità.
Alla fine Harriman arriva sulla Luna solo per morire poco dopo l'allunaggio, contento di aver finalmente raggiunto il suo obiettivo.
Il suo corpo è lasciato sulla superficie, accanto al suo epitaffio scarabocchiato su un cartellino strappato da una bombola di ossigeno.
Dig the grave and let me lie:

Glad did I live and gladly die,

And I laid me down with a will!

This be the verse you grave for me:

Here he lies where he longed to be;

Home is the sailor, home from sea,

And the hunter home from the hill.»
(Robert Louis Stevenson, Requiem)

## Collegamenti con altre opere dell'autore
Un Harriman più giovane e ossessionato dall'idea partecipare alla prima spedizione sulla Luna appare in L'uomo che vendette la Luna, che fu pubblicato nel 1950, undici anni dopo Requiem; entrambi i racconti fanno parte della Storia futura, nella quale varie aziende e fondazioni sono chiamate "Harriman" come a sottolineare la sua influenza su quella linea temporale.
Il nome viene utilizzato anche nel romanzo Stella variabile, abbozzato da Heinlein e scritto dopo la sua morte da Spider Robinson; la narrazione diverge dalla Storia futura.

## Adattamenti
La storia è stata adattata da Ernest Kinoy per il programma radiofonico della NBC X Minus One trasmesso il 27 ottobre 1955.